# Acacia pubescens
Acacia pubescens är en ärtväxtart som först beskrevs av Étienne Pierre Ventenat, och fick sitt nu gällande namn av Robert Brown. Acacia pubescens ingår i släktet akacior, och familjen ärtväxter. Inga underarter finns listade i Catalogue of Life.

## Bildgalleri

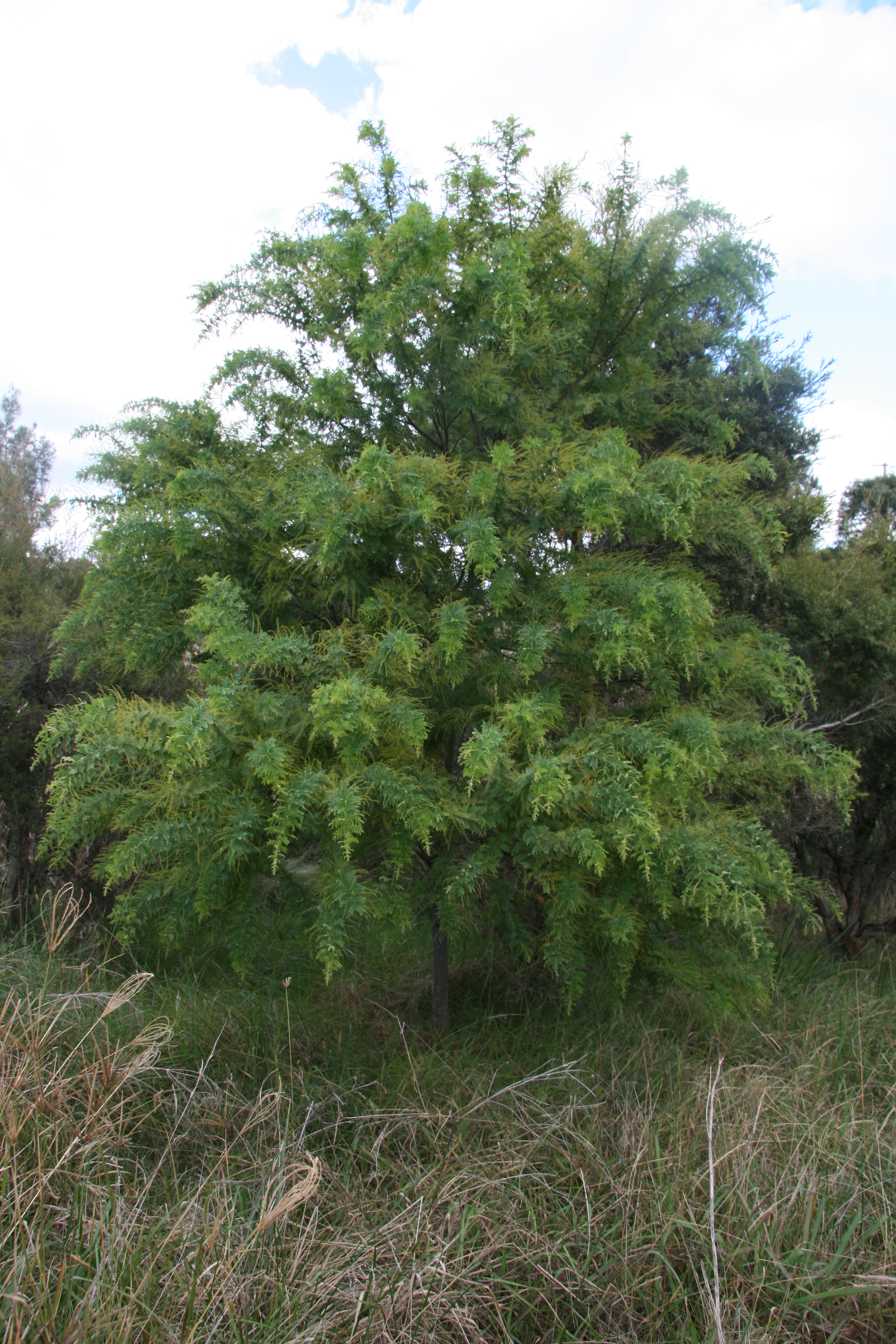